# 孫灝
孫灝（1700年—1760年），字載黃、號虛船、竹所，浙江省杭州府錢塘縣（今浙江省杭州市）人，清朝政治人物、進士出身。

## 生平
雍正八年登進士，二甲四十名，改翰林院庶吉士。雍正十年，擔任編修。乾隆元年，擔任湖北鄉試正考官。乾隆三年，擔任貴州道監察御史。乾隆六年，擔任順天府府丞。乾隆十年，掌京畿道監察御史。乾隆十一年，擔任太常寺少卿。乾隆十二年，任順天府府丞。乾隆十三年，任光祿寺卿。乾隆十四年，任湖南布政使。乾隆十六年，任少詹事、通政使司副使。乾隆十七年，任太僕寺卿。乾隆十八年，任通政使，后改河南學政。乾隆二十一年，在尚書房行走。乾隆二十二年，擔任左副都御史。乾隆二十三年，改任通政使。乾隆二十五年，任順天武鄉試正考官。
著有《道盥齋集》。
有子孫同珍。